# 明妃
明妃，為女性明王，在藏傳佛教信仰中，通常扮演明王的伴侶。她們是天界鬼神，以護衛佛教信仰為重心，大乘佛教相信，其中有許多是諸佛、菩薩的化身，佛母、空行母也被認為是明妃的一種。
在无上瑜伽中与修行者共修双身法的也是空行母。空行母是一种女性的修行人。女性本尊稱為佛母、空行母或明妃梵語稱為荼吉尼，通常是本尊的伴侶。
明王與明妃相抱，稱為「本尊雙運」，或歡喜佛。

## 其他
- 在日本漫畫家柴田昌弘的《齋女傳說（日语：斎女伝説クラダルマ）》，將濕婆的配偶娑提以明妃稱呼。